# Лила
Ли́ла (санскр. लीला, IAST: līlā) — широкое понятие в индуизме, описывающие игру, развлечение, наигранное притворство, представление или даже дружеское состязание. В религиозном смысле лилой называют божественную игру или деяния Бога ради развлечения или наслаждения. Лила является важным философским понятием как в монистической, так и в дуалистической философиях индуизма. Как правило, речь идёт о земных играх с людьми и для людей. В вайшнавизме лила описывает жизнь земных воплощений Вишну — например, проказы молодого Кришны или эпические подвиги Рамы. В Южной Индии тамильское выражение «тирувилеиядаль» означает «священная игра» Шивы, описывающая его деяния.
Мотивы лилы лежат в основе многих индийских искусств, включая танцы, музыкальные произведения и театр. В Северной Индии лилой называют народную драму, возникшую в XVI веке в период становления бхакти. Театральные и танцевальные постановки лилы существует в двух формах: рамаитской (Рам-лила об играх Рамы) и кришнаитской (Кришна-лила, или раса-лила об играх Кришны).

## Теология
В религиозном контексте лила описывает взаимодействие Бога с материальным миром. Создатель вовлекается в миротворение не из нужды, а ради удовольствия, наслаждения и развлечения, которые он получает от творчества и взаимодействия со своим творением. Наслаждение от творения особенно характерно для Вишну и его аватар. Божественное взаимодействие Вишну с преданными (бхактами) проходит в духе игры. Однако в своём невежестве души могут не осознавать истинную природу взаимодействия между ними и Богом. Освобождение души (мокша) наступает, когда преданный осознаёт природу божественного поведения. После осознания жизнь преданного представляет собой нескончаемый поток присутствия Создателя .
В традиции двайты понятие лилы служит для обозначения приносящих блаженство игр между земным воплощением Вишну и его преданными. В адвайте лила используется для описания материальной реальности как результата творческой игры Брахмана или Высшей реальности. В традиции тантры, в частности, в кашмирском шиваизме, акцент в понимании лилы смещается на состояние экстаза, сопровождающего божественную игру.

Каменный барельеф с изображением раса-лилы в шиваитском храме Хосайлешвара. Карнатака, XII век.

## Наслаждение от лилы

Радха и Кришна в лодке любви. Раджастанская миниатюра, 1755 год. Из коллекции Национального музея Индии (Дели).

Лила связана с другим немаловажным понятием в философии индуизма — анандой (блаженством), которое является атрибутом божественности. Сочетание божественной игры и блаженства создаёт притягательный образ наслаждающегося божества, которое танцует, смеётся, шутит и поет. Какую бы форму не принимала игра, она совершается божеством в полной свободе и спонтанности действий. Когда божество играет, оно проявляет свои игры на Земле, взаимодействуя с миром и обитающими в нём душами. Земля выступает как театральная сцена, на которой божественное воплощение развлекается и поражает воображение живых существ. В глазах божественного материальный мир сотворён в игре, а сам он становится игрушкой, с которой божество играет. Материальный мир считается иллюзорным, во время игры аватара он превращается в представление, которое развлекает его участников. Кроме того, в лиле мир представляется восхитительным, поскольку возникает от переполнения его божественным блаженством и творческими силами. В индуизме наслаждение от игры является одной из четырёх целей человеческих жизней. Оно не требует отречения или ухода из мира, что характерно для других традиций, отличных от вайшнавизма.

## Лилы Кришны

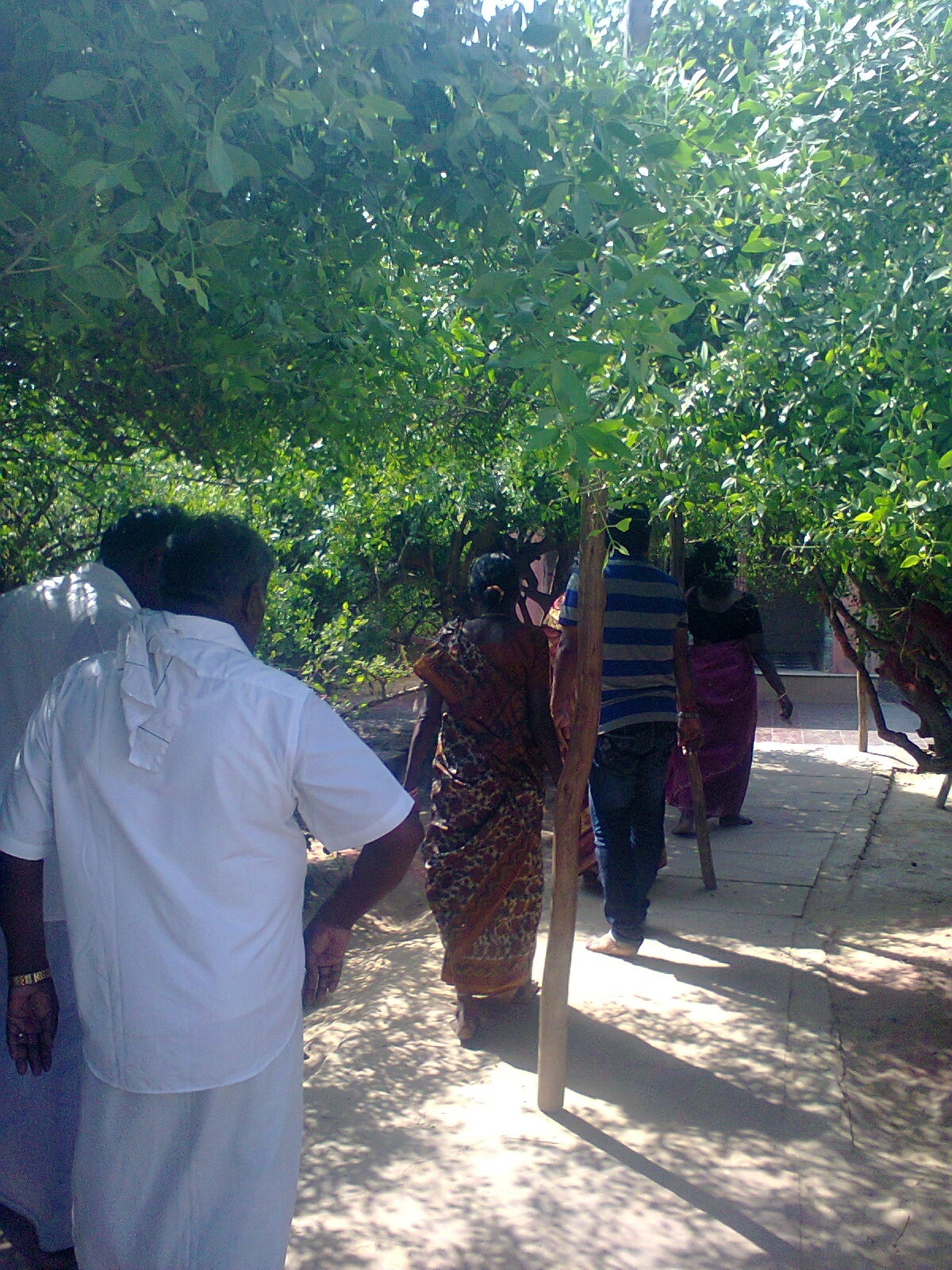
Нидхиван — сад туласи, где по преданию находился лес и где Кришна проводил с гопи раса-лилу. Бриндаван, 2014 год

Наиболее яркие примеры земных игр божественных воплощений описаны в жизни Кришны. Он играет как ребёнок, подросток и взрослый. Игра Кришны в детстве выражает его чистый, радостный и спонтанный характер. Ему присущи внешне кажущиеся беспорядочные действия и хитрые уловки. Кришна крадёт у матери Яшоды символизирующее любовь масло. Любовь в жизни Бала-Кришны изобилует и обходит любые попытки её сдержать. В подростковом возрасте Гопала-Кришну пытаются уничтожить многочисленные демонические силы. Однако он всегда выходит победителем. Победы Кришны над демонами проходят в духе игры: даже когда он рискует жизнью, Кришна не перестаёт играть. Асуры-демоны для него сродни игрушкам, предназначенным для развлечения Кришны. Когда Кришна взрослеет, он продолжает подшучивать над другими, особенно над подружками-пастушками (гопи). В одной из глав «Бхагавата-пураны» описана история как гопи купаются в водах Ямуны. Кришна крадёт их одежду и развешивает на соседнем дереве, что заставляет гопи выходить из воды обнажёнными. В другой раз Кришна развлекается с гопи в лесу Бриндавана. Он исчезает из поля зрения гопи и они безрезультатно его ищут. Не найдя Кришну, гопи поют истории о нём и танцуют, изображая Кришну. Наконец, он присоединяется к ним в круговом танце, получившем название «раса-лила». Играя на флейте в центре круга танцующих девушек, Кришна создаёт иллюзию, что он танцует с каждой гопи, подобно тому, как каждая душа принадлежит Богу, а Бог — каждой душе.
Круговой танец в раса-лиле имеет эротическую коннотацию, поскольку танец становится метафорой отношений между мужчиной и женщиной. Гопи выбегают из своих домов на звук флейты Кришны, желая его увидеть. Они оставляют своих мужей и детей, нарушая таким образом, определённые социальные нормы для замужних женщин. Однако привлекательная возможности играть с их возлюбленным и испытать блаженство слишком велики. Под влиянием майи (иллюзорной силы) Кришны мужья гопи остаются в неведении и не знают, что их жены исчезли. Пришедшим на зов душам Кришна даёт возможность испытать блаженство. Со своей стороны, гопи проявляют любовь к Кришне, которая, в конечном счёте, ведёт их души к спасению от циклов рождения и смерти. В вайшнавизме преданность гопи Кришне во время раса-лилы считается образцом подлинной преданной любви.

Лилы Кришны в средневековой индийской миниатюре
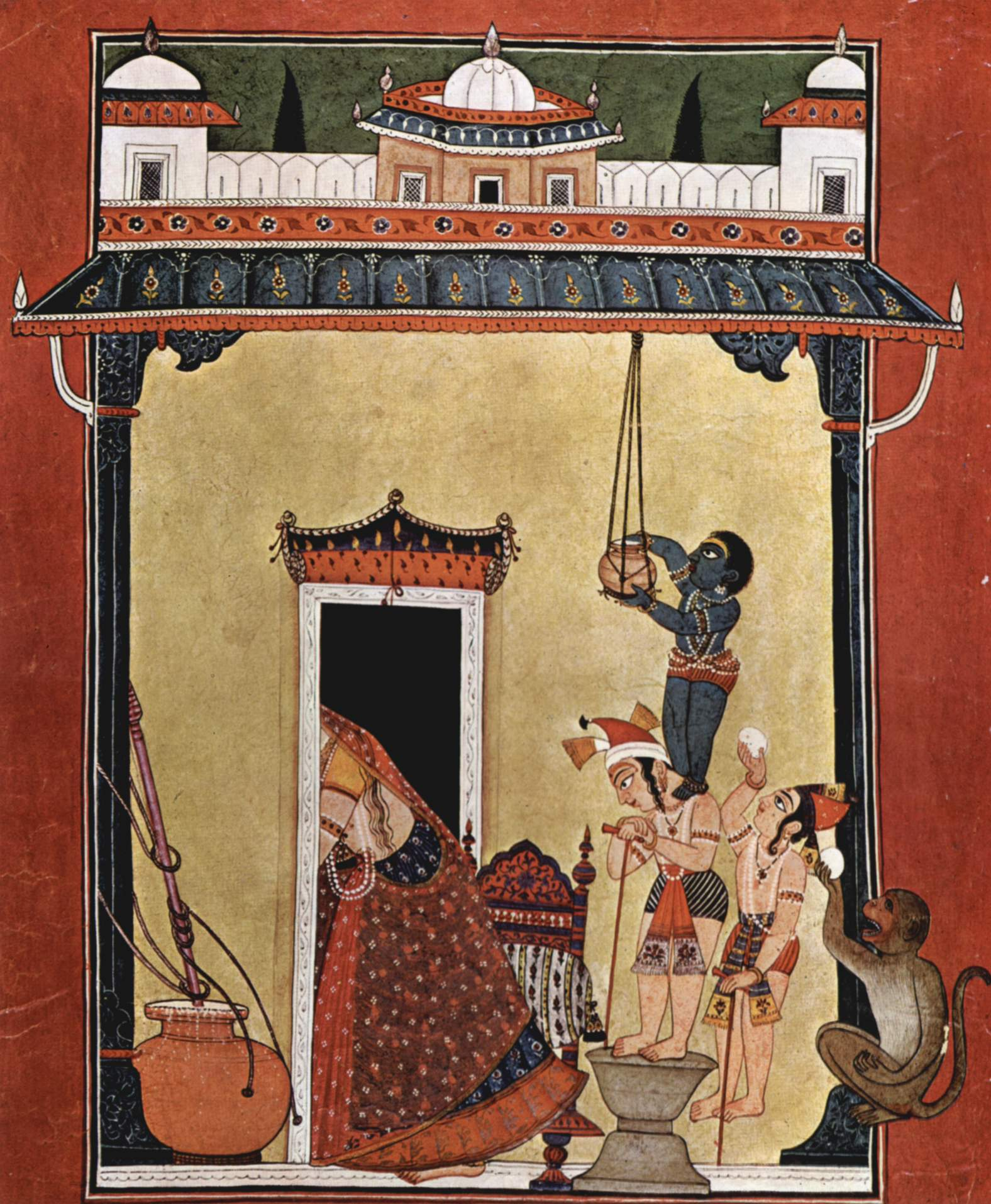
Маленький Кришна ворует у матери Яшоды масло
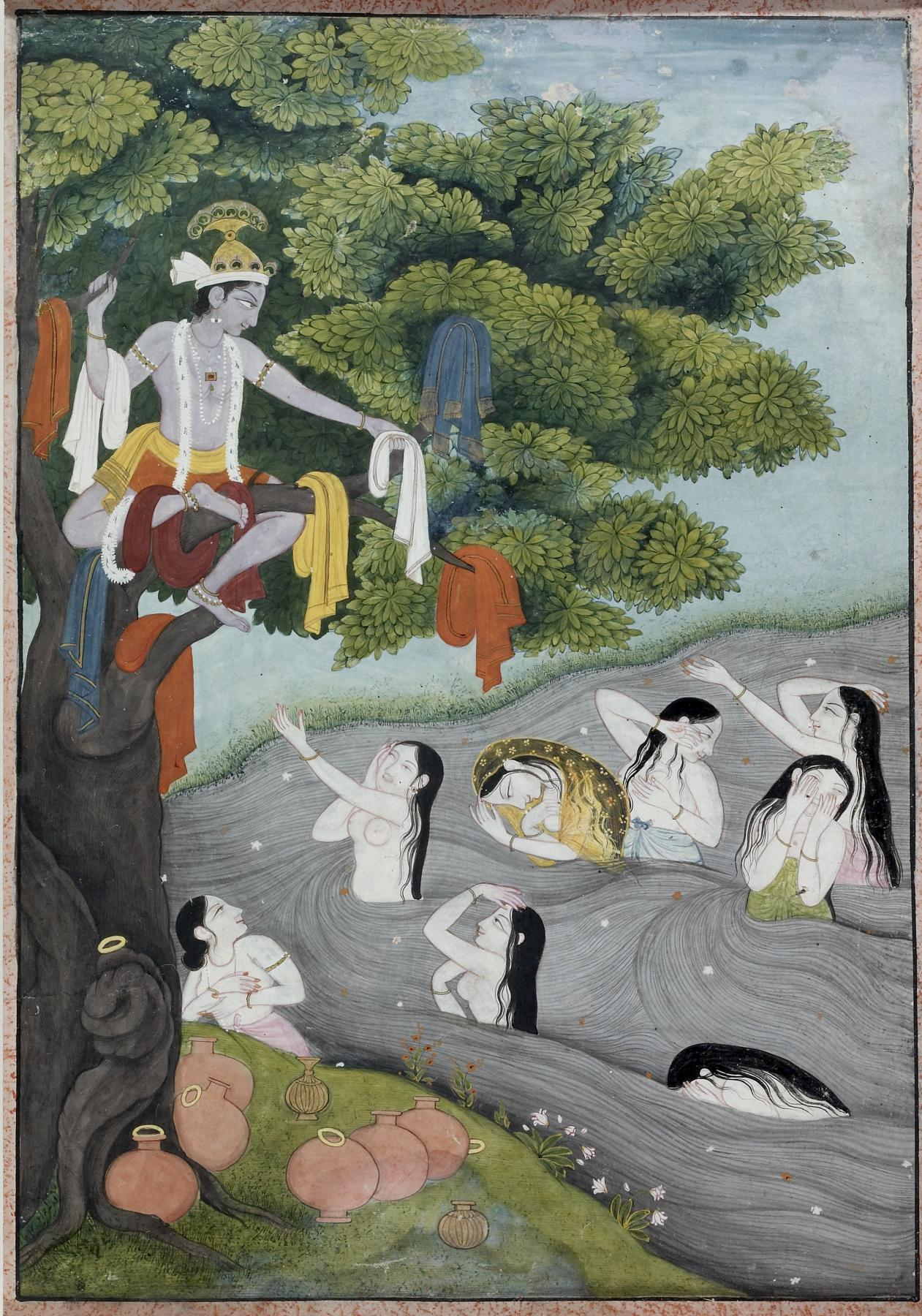
Кришна похищает одежду у купающихся гопи
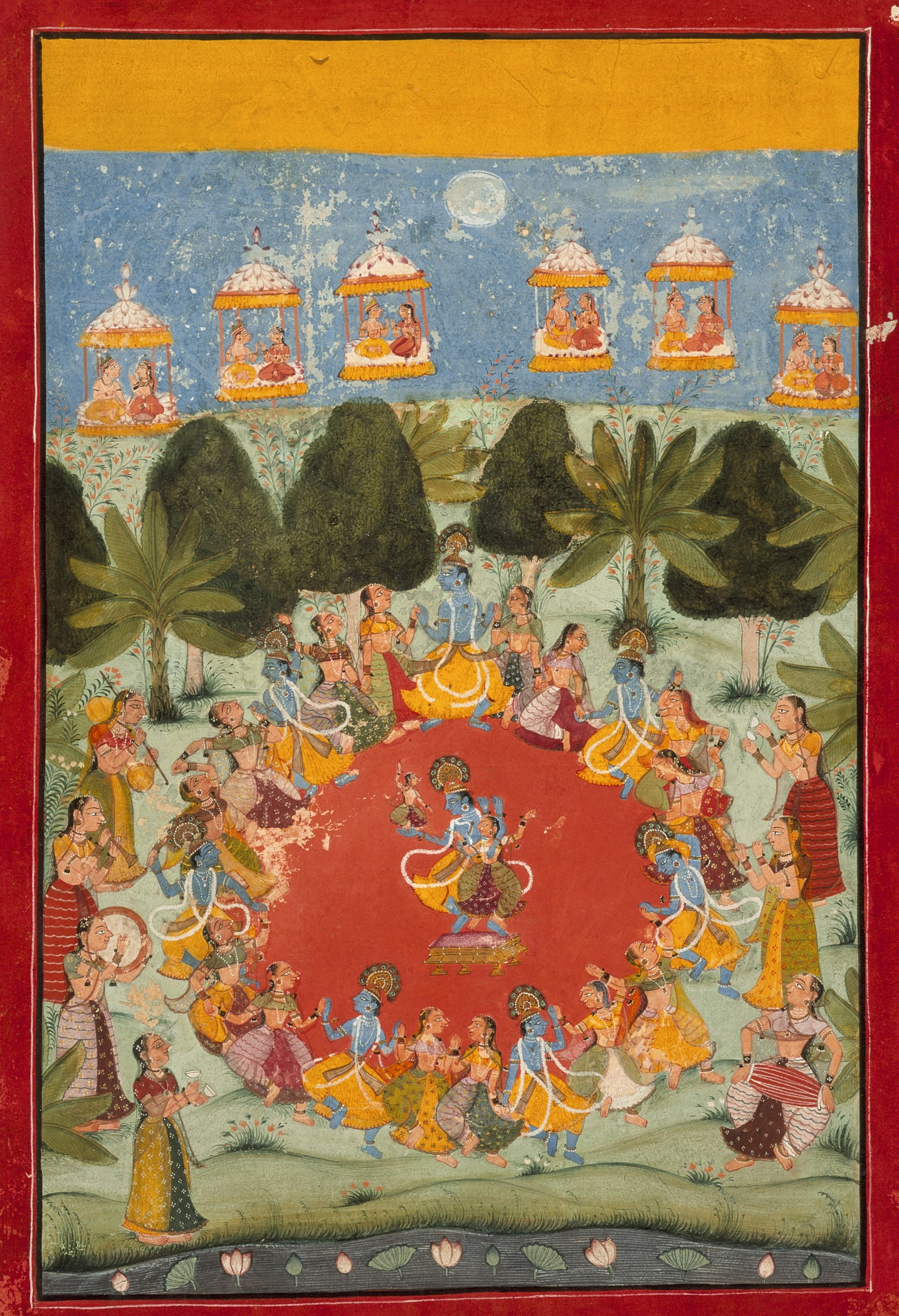
Кришна участвует в раса-лиле с гопи
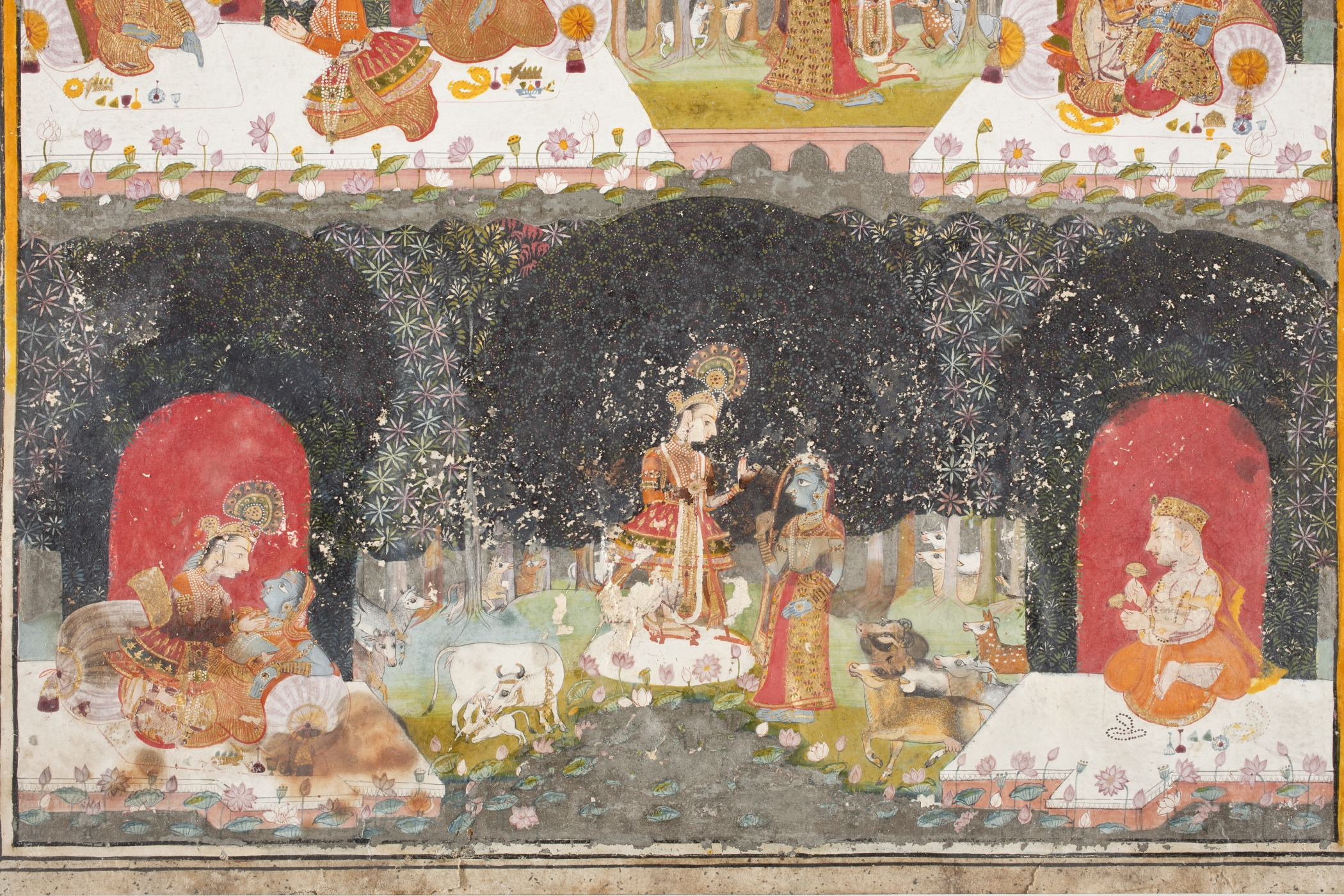
Кришна переодевается в Радху

## Лила в религиозной практике
В религиозной жизни вайшнавов лила аватар Вишну играет заметную роль. Преданные читают и слушают истории о божественных лилах. Почитание лилы выражается различными образами. Это может быть молитвенное пение, воспевание хвалы или просто повторение божественного имени. В Северной Индии коллективное песнопение получило распространение в форме киртана, а в Южной Индии — как бхаджан. Песнопение часто сопровождается музыкальным сопровождением и танцами. Групповое пение, начинающееся с медленного ритма, ускоряется и на пике достигает наибольшей скорости и эмоционального накала, после чего идёт на спад и вновь оживает. Во время коллективного действия эмоциональное состояние преданных нередко может переходить в экстаз. Коллективное почитание лил аватар Вишну происходят еженедельно на частных встречах, а также во время ежегодного празднования свадьбы Радхи и Кришны, в ходе уличных шествий и представлений, проводимых по утрам, и на общих собраниях духовных общин.
Помимо исполнения киртанов и бхаджан на собраниях бхат воспроизводятся сочинения альваров — святых южноиндийских поэтов. Кроме того, воздаются почести учителям — основоположникам традиции. Могут исполняться отрывки из сочинения Джаядевы «Гитаговинда», которая описывает лилу и отношения между Радхой и Кришной.

Юная [пастушка] восхваляет его и, увлеченная, любовно танцует с Хари в раса-лиле под свирель, сладким звукам которого вторит ряд браслетов, дрожащих от хлопанья в ладоши. — Хари развлекается здесь в игривой, веселящейся толпе юных, прелестны жен.

…
Пусть охраняет вас улыбающийся восхитительный Хари! — Рядом с прекраснобровыми пастушками, полными кокетства в веселье раса-лилы, слепая от любви Радха страстно обнимает его грудь, восклицает: «Как хорошо! Твои уста — словно нектар!» — и под предлогом хвалебной песни возбужденно целует его.

…
С его губ, подобных нектару, льются сладкие звуки, что даруют голос опьяняющей свирели; он глядит по сторонам, качает головой, у щек его дрожат серьги. — Мое сердце помнит Хари, веселящегося здесь в раса-лиле и смеющегося [над мной] .
— Джаядева. «Гитаговинда», XII век
Общие встречи завершаются раздачей прасада — благословлённой пищи. В некоторых традициях по окончании встреч участники простираются перед божеством и друг перед другом, а также катаются по полу по часовой стрелке вокруг мурти или другого священного объекта, олицетворяющего Бога. В завершении поклонения преданные выражают смирение и в знак любви обнимают друг друга. Все вместе это поддерживает в последователях чувство удовлетворения и блаженства, которое стоит за воспеванием лил и имён Бога.

Лила в религиозной практике
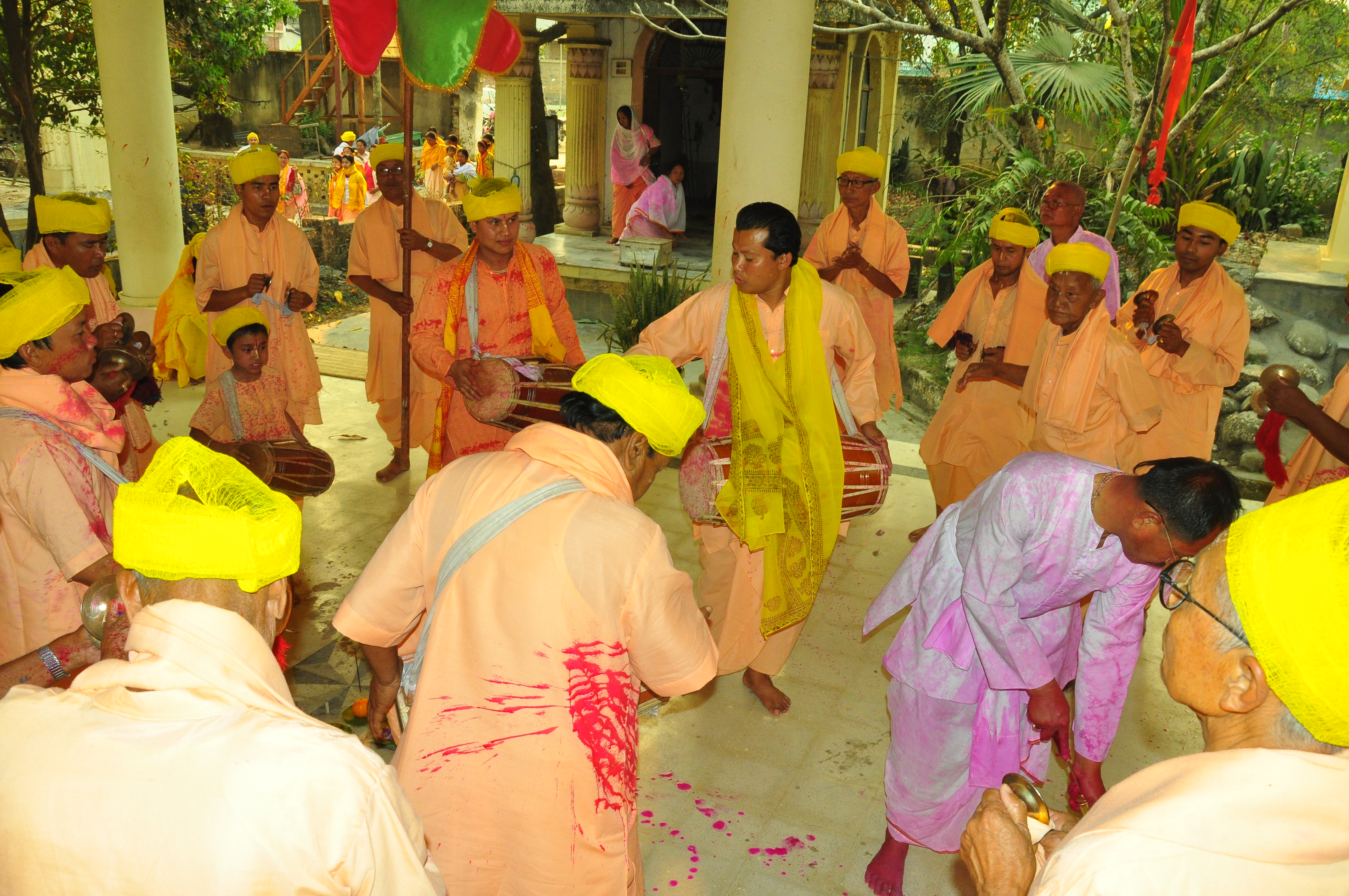
Санкиртан в храме Говиндаджи во время праздника Холи. Манипур (Индия), 2014 год
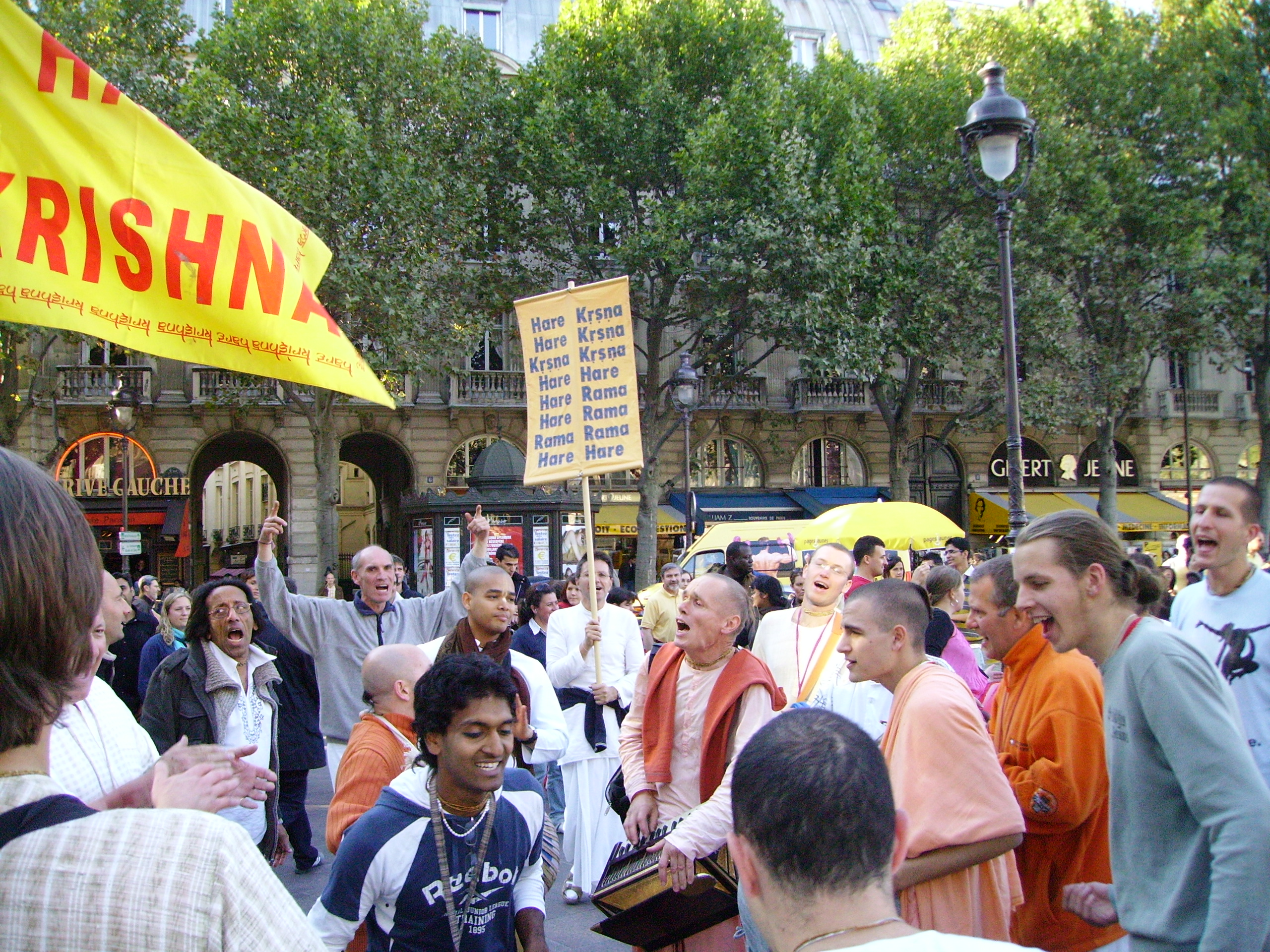
Уличный харинам французских кришнаитов в Париже, 2008 год
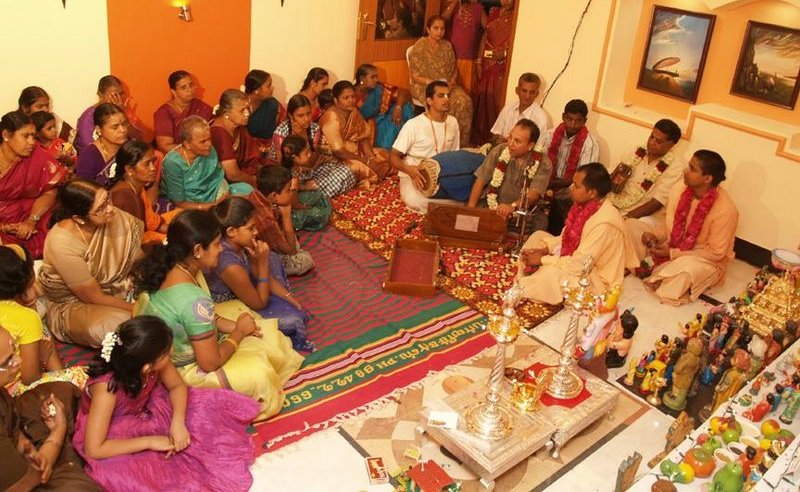
Домашнее пение бхаджанов во время праздника Наваратри. Коимбатур (Индия), 2007 год
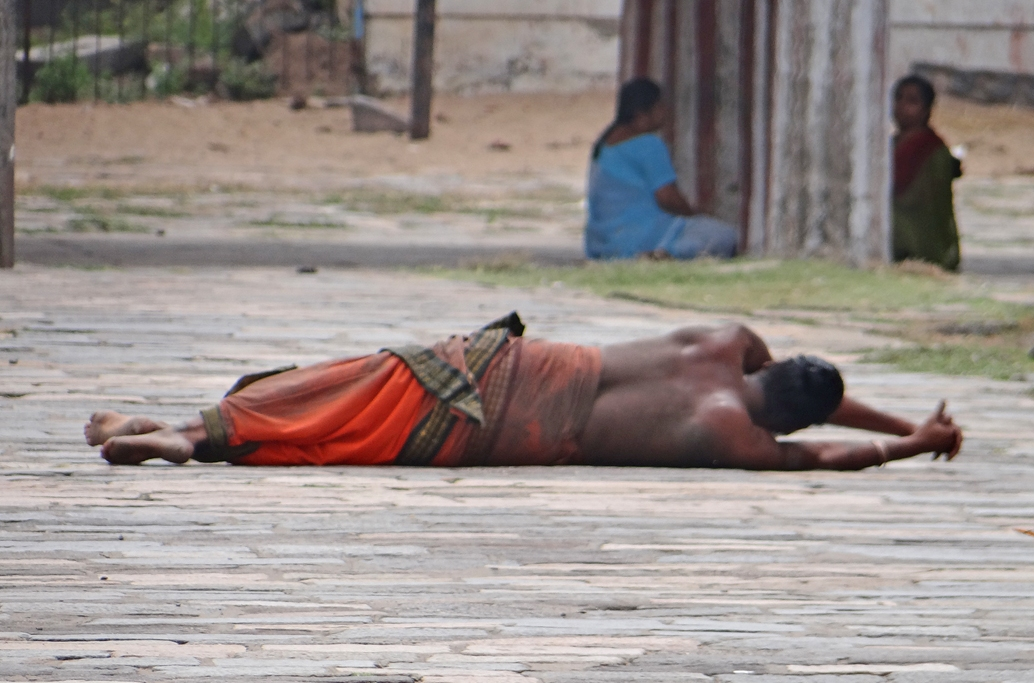
Преданный в ритуальном катании по земле вокруг храма Шивы-Натараджи. Чидамбарам, (Индия), 2014 год

## Театральная лила

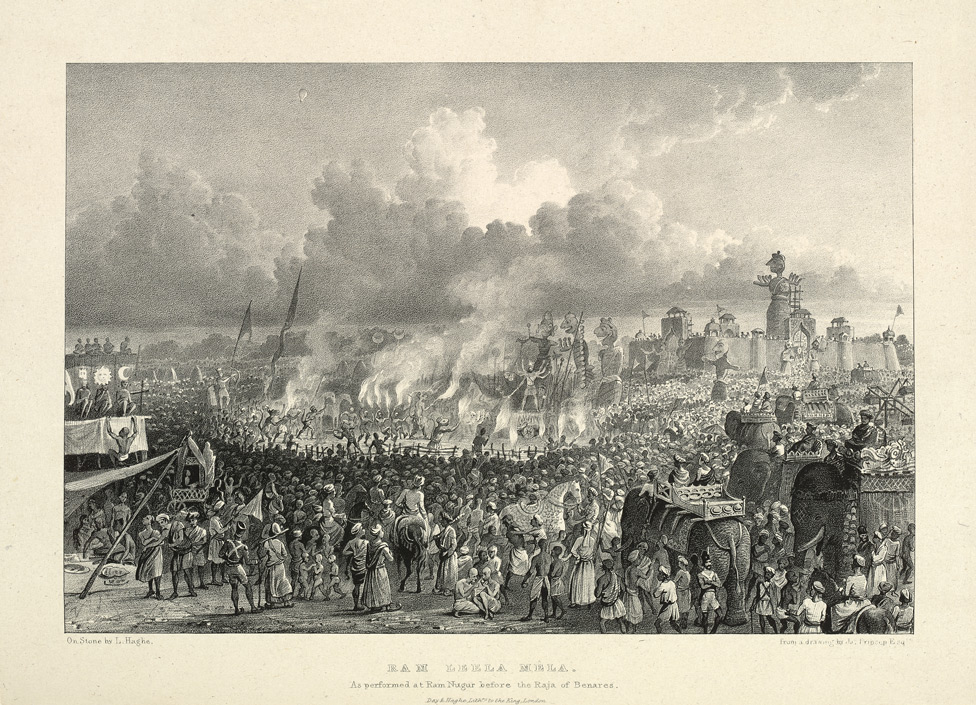
Масштабная Рам-лила перед раджой Бенареса и тысячами зрителей. Рисунок, Индия, 1834 год.

Другим способом, посредством которого современные преданные могут войти в божественный мир Рамы и Кришны, является театральное представление, также известное как «лила». Оно представляет собой сценическую постановку о жизни и приключениях аватар Вишну. Наибольшую популярность имеют Кришна-лила и Рам-лила. Независимо от пола или возраста, все роли в драме играют молодые мальчики. На представлении они богато одеты и украшены, чтобы выглядеть как персонажи драмы. Театральная труппа может вести странствующий образ жизни, приезжая в разные деревни и города, чтобы сыграть одноактные пьесы. Цель исполненной театральной лилы состоит в мистическом проникновении «расы» (настроения) в зрителей. Во время выступления аудитория должна сопереживать персонажу и испытывать с ним эмоциональное единство, что позволяет зрителю прикоснуться к божественным силам. Театральные лилы сочетают в себе зрительные образы, смысловую нагрузку и музыкальные произведения, которые все вместе должны создавать у зрителей возвышенное состояние.
Зрители могут посещать театральные лилы для развлечения, однако их просмотр считается серьёзным религиозным действием. Дети-актёры, изображающие божеств, на время выступления отождествляются с самими божествами, которые временно в них вселяются. Для глубоко верующих посещение театральных лил является путём к получению божественной милости и входом в божественный мир.

Театральная лила
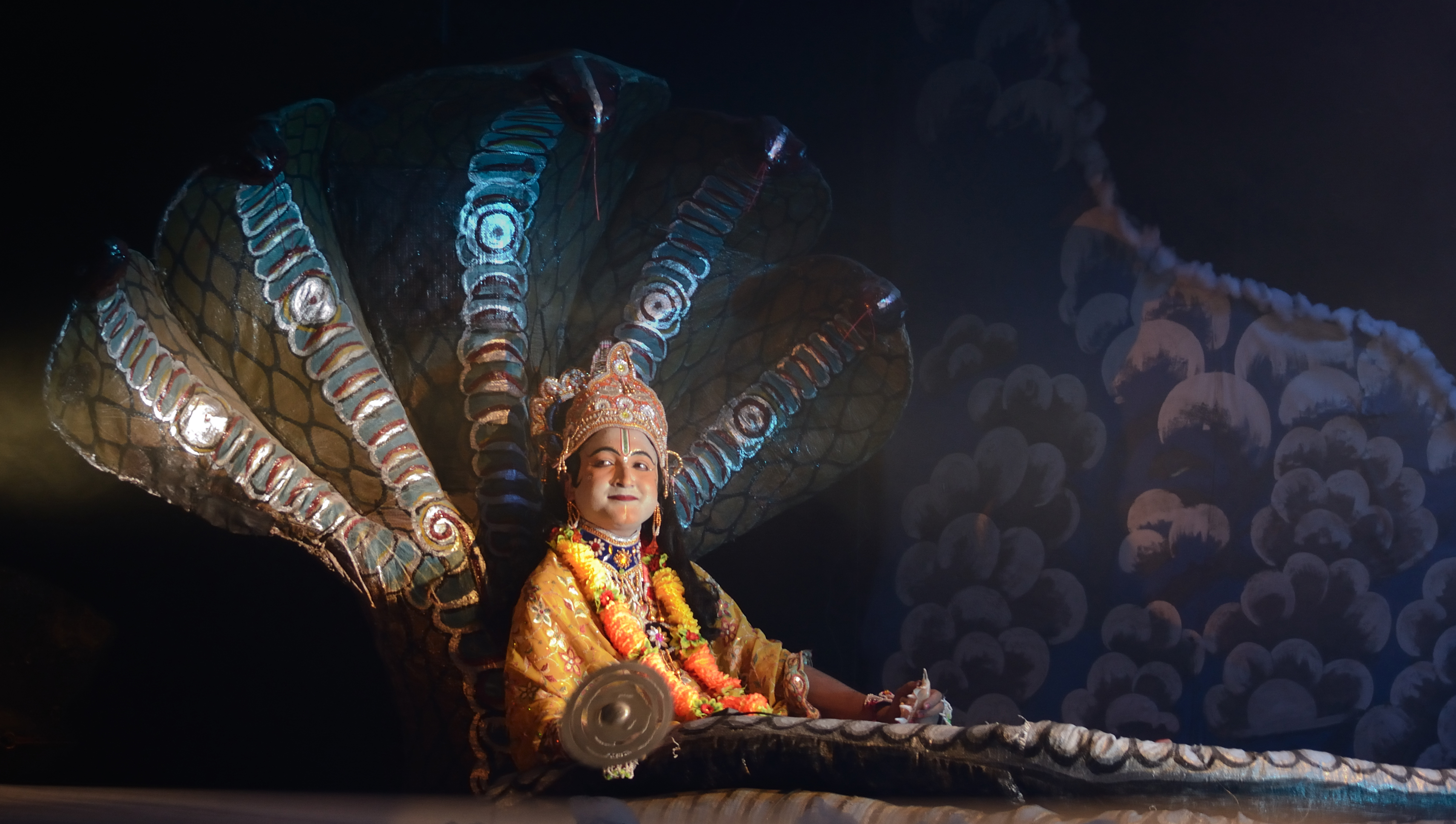
Мальчик в образе Вишну, возлежащего на Ананта-Шеше. Театральная постановка в Ассаме, 2014 год
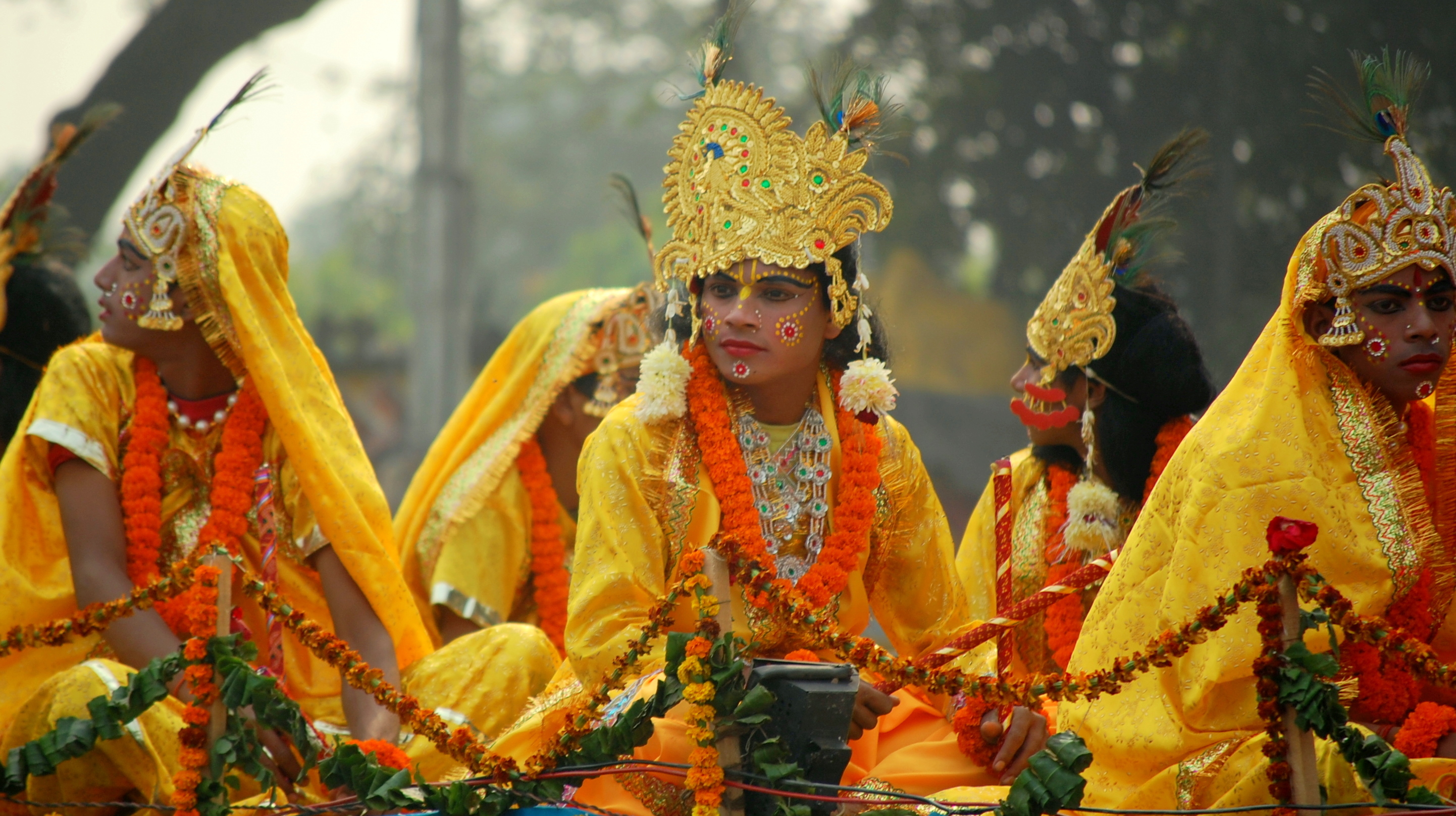
Мальчики в ролях Кришны и гопи. Театральная постановка в Дели, 2007 год
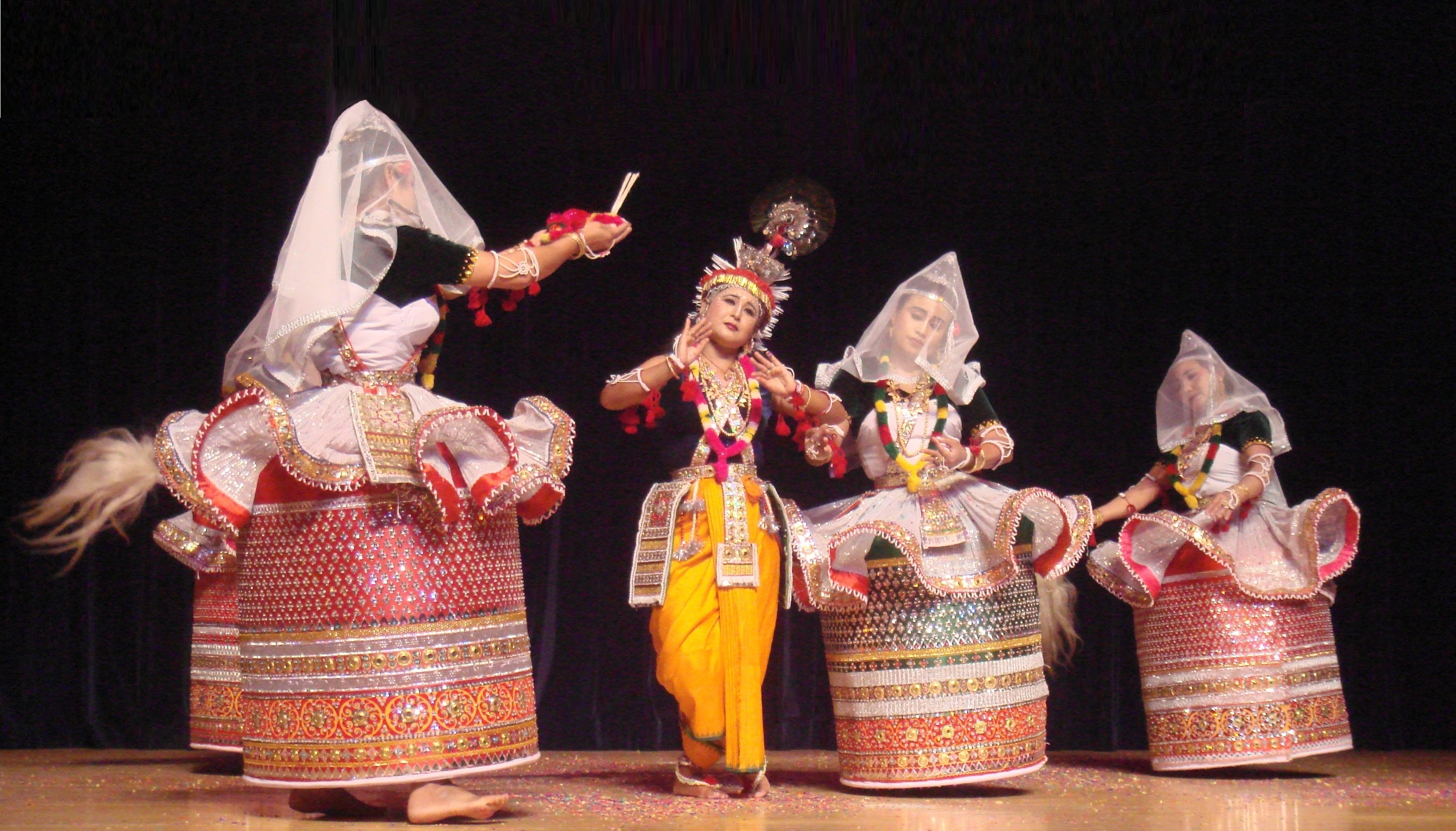
Танцевальная раса-лила в стиле классического индийского танца манипури, 2007 год
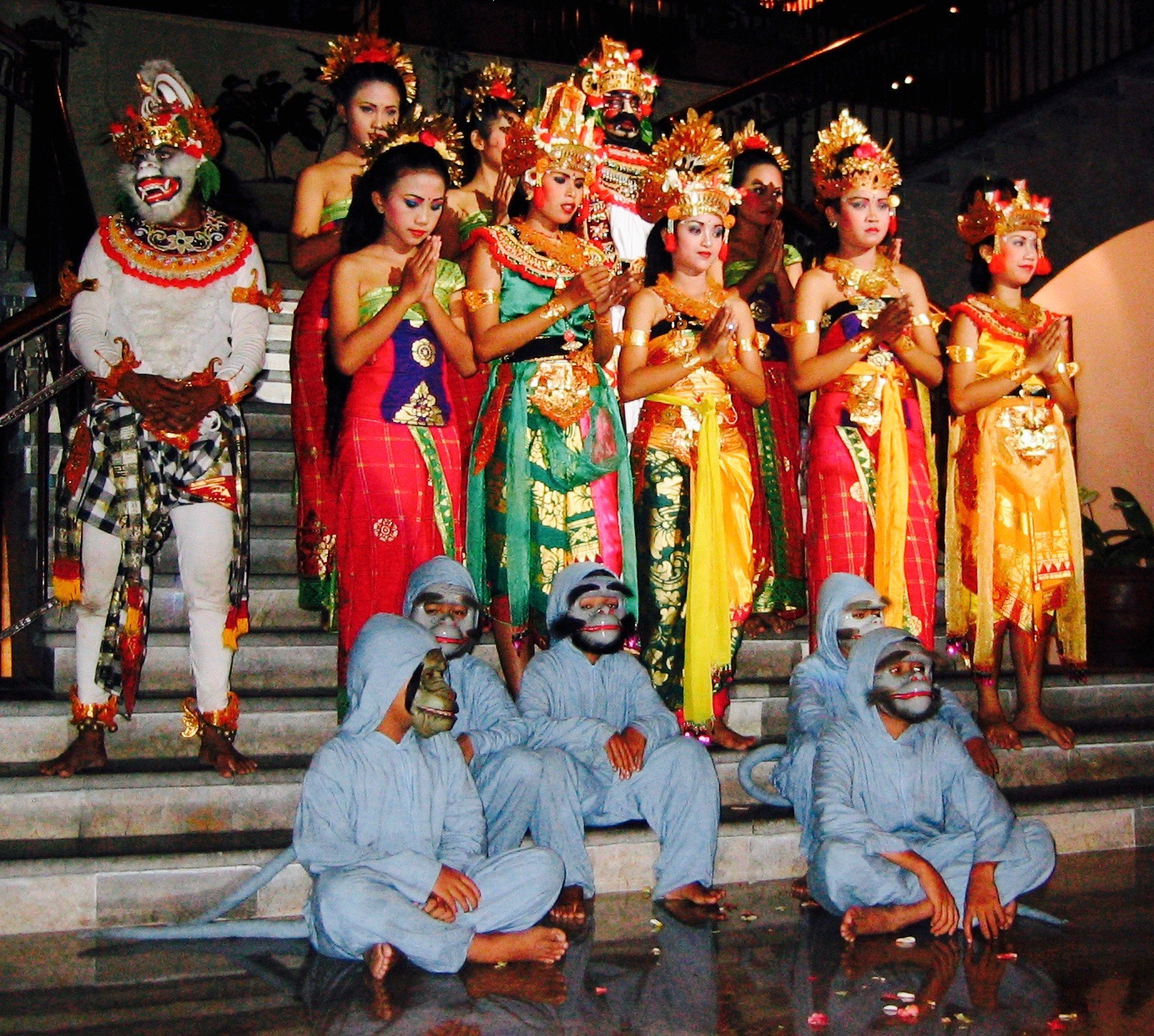
Театральная труппа на показе Рам-лилы на Бали (Индонезия), 2005 год